# Asystel Volley 2006-2007
Questa voce raccoglie le informazioni riguardanti l'Asystel Volley nelle competizioni ufficiali della stagione 2006-2007.

## Stagione
La stagione 2006-07 è per l'Asystel Volley, sponsorizzata dal Sant'Orsola, la quarta consecutiva in Serie A1; come allenatore viene confermato Alessandro Chiappini, mentre in rosa, rispetto alla stagione precedente, rimangono giocatrici come Sara Anzanello, Paola Cardullo, Anja Spasojević, Taismary Agüero e Nataša Osmokrović. Alle partenze di Qui He, Iuliana Nucu, Cristina Pîrv, Elisa Muri, Veronica Angeloni e Raffaella Calloni fanno seguito gli arrivi di Bahar Mert, Katarzyna Skowrońska, Sanja Popović e Anita Filipovics, oltre ad un buon numero di giocatrici giovani utilizzate sporadicamente nella fase iniziale della Coppa Italia.
Il primo trofeo della stagione è la Supercoppa italiana a cui l'Asystel Volley partecipa grazie ai risultati raggiunti nella stagione 2005-06: nelle semifinale supera per 3-0 la Pallavolo Sirio Perugia, ma viene battuta in finale, con lo stesso risultato, dal Robursport Volley Pesaro.
Nel girone di andata del campionato le piemontesi ottengono undici successi su undici sfide disputate, chiudendo al primo posto in classifica a punteggio pieno, risultato che le permette l'accesso alla Coppa Italia; il girone di ritorno invece inizia con una sconfitta, la prima, contro il Jogging Volley Altamura: nel prosieguo della regular season l'Asystel Volley perderà solamente altre partite, tutte in trasferta, mantenendo il primo posto in classifica. Nei quarti di finale dei play-off scudetto la sfida è contro il Volley Club Padova: dopo aver vinto gara 1 e perso gara 2, il club di Novara riesce a qualificarsi al turno successivo vincendo gara 3; nelle semifinali incontra la Pallavolo Sirio Perugia, la quale vince gara 1 e 3, perde gara 3, e ottiene il successo definitivo in gara 4, eliminando l'Asystel Volley dalla corsa allo scudetto.
L'uscita alle semifinali dei play-off scudetto qualificata le ragazze di Novara alla Coppa di Lega: nel terzo turno si sfidano contro il Vicenza Volley, vincendo sia la gara di andata che quella di ritorno, accedendo così alla finale. L'ultimo atto delle competizione vede sfidarsi l'Asystel Volley e il Robursport Volley Pesaro: le piemontesi si aggiudicano la competizione vincendo sia la gara di andata che quella di ritorno.
Tutte le squadre partecipanti alla Serie A1 2006-07 sono di diritto qualificate alla Coppa Italia; nella fase a gironi l'Asystel Volley chiude il proprio raggruppamento al secondo posto, venendo eliminata: tuttavia il primo posto in classifica al termine del girone di andata del campionato, le consente la qualificazione ai quarti di finale, dove incontra il Volley Club Padova che batte nella gara di andata per 3-0, ma viene sconfitta in quella di ritorno per 3-1, passando però comunque il turno grazie ad un miglior quoziente set. Il club piemontese viene definitivamente eliminato in semifinale dalla Pallavolo Sirio Perugia, al tie-break.
Il terzo posto in classifica e l'uscita nelle semifinali dei play-off scudetto nel campionato 2005-06, permettono all'Asystel Volley di partecipare ad una competizione europea, ossia la Top Teams Cup: la squadra però esce dopo la fase a gironi, chiusa al secondo posto e non utile per qualificarsi alla fase ad eliminazione diretta, accendo così alla terza competizione europea, la Coppa CEV. La fase a gironi viene superata vincendo tutte e tre le gare del proprio raggruppamento ed il primo posto in classifica: gli ottavi di finale vengono superati con un doppio 3-0, sia nella gara di andata che di ritorno, ai danni del Volley Club Kanti, così come il doppio successo nei quarti di finale contro il Pilskie Towarzystwo Piłki Siatkowej di Piła permette alle piemontesi di accedere alla Final Four di Perugia. Nelle semifinali viene superata per 3-2 dalle padrone di casa della Pallavolo Sirio Perugia e chiude la competizione al terzo posto vincendo la finale di consolazione ai danni del Club Voleibol Diego Porcelos.

## Organigramma societario
Area direttiva
- Presidente: Antonio Caserta

Area tecnica
- Allenatore: Alessandro Chiappini
- Allenatore in seconda: Luca Chiappini
- Scout man: Gianluca Russo

Area sanitaria
- Medico: Stefania Valenza
- Preparatore atletico: Giorgio D'Urbano, Alessandro Orlando
- Fisioterapista: Alessio Botteghi

## Rosa
| N° | Nome                 | Ruolo | Data di nascita  | Nazionalità sportiva |
| -- | -------------------- | ----- | ---------------- | -------------------- |
| 1  | Sara Anzanello       | C     | 30 luglio 1980   | Italia               |
| 2  | Katarzyna Skowrońska | C     | 30 giugno 1983   | Polonia              |
| 2  | Elena Ubezio         | C     | 25 gennaio 1982  | Italia               |
| 3  | Elisa Cardani        | L     | 5 maggio 1990    | Italia               |
| 4  | Federica Fucci       | C     | 1º giugno 1990   | Italia               |
| 5  | Moana Ballarini      | L     | 16 luglio 1987   | Italia               |
| 6  | Marta Bechis         | P     | 4 settembre 1989 | Italia               |
| 6  | Silvia Morandi       | S     | 30 marzo 1988    | Italia               |
| 7  | Bahar Mert           | P     | 13 dicembre 1975 | Turchia              |
| 8  | Viola Cecioni        | S     | 17 marzo 1988    | Italia               |
| 9  | Anita Filipovics     | C     | 9 aprile 1988    | Ungheria             |
| 9  | Elena Mainini        | C     | 10 agosto 1988   | Italia               |
| 10 | Stefania Farabbi     | C     | 20 luglio 1989   | Italia               |
| 10 | Paola Cardullo       | L     | 18 marzo 1982    | Italia               |
| 10 | Valentina Salvia     | C     | 27 febbraio 1990 | Italia               |
| 11 | Sanja Popović        | S/O   | 31 maggio 1984   | Croazia              |
| 12 | Taismary Agüero      | S/O   | 5 marzo 1977     | Italia               |
| 13 | Nataša Osmokrović    | S     | 27 maggio 1976   | Croazia              |
| 14 | Monica Corbellini    | P     | 21 maggio 1988   | Italia               |
| 15 | Anja Spasojević      | S     | 4 luglio 1983    | Serbia               |
| 16 | Cristina Barcellini  | S     | 20 novembre 1986 | Italia               |
| 16 | Gilda Lombardo       | S     | 2 luglio 1989    | Italia               |
| 18 | Cristina Carravieri  | P     | 24 luglio 1987   | Italia               |
| 18 | Maria Luisa Elli     | C     | 2 maggio 1985    | Italia               |

## Mercato
| Acquisti | Acquisti             | Acquisti           | Acquisti   |
| R.       | Nome                 | da                 | Modalità   |
| -------- | -------------------- | ------------------ | ---------- |
| L        | Moana Ballarini      | Montesilvano       | definitivo |
| P        | Marta Bechis         | Lingotto           | definitivo |
| L        | Elisa Cardani        | Junior Casale      | definitivo |
| P        | Cristina Carravieri  | ?                  | definitivo |
| S        | Viola Cecioni        | Club Italia        | definitivo |
| C        | Maria Luisa Elli     | River              | definitivo |
| C        | Stefania Farabbi     | ?                  | definitivo |
| C        | Anita Filipovics     | Vasas              | definitivo |
| C        | Federica Fucci       | Virtus Salerno     | definitivo |
| P        | Bahar Mert           | Eczacıbaşı         | definitivo |
| C        | Elena Mainini        | ?                  | definitivo |
| C        | Silvia Morandi       | Club Italia        | definitivo |
| S/O      | Sanja Popović        | HAOK Mladost       | definitivo |
| C        | Valentina Salvia     | Sei Rose Rosignano | definitivo |
| C        | Katarzyna Skowrońska | Vicenza            | definitivo |

| Cessioni | Cessioni          | Cessioni           | Cessioni   |
| R.       | Nome              | a                  | Modalità   |
| -------- | ----------------- | ------------------ | ---------- |
| S        | Veronica Angeloni | Chieri             | definitivo |
| L        | Isotta Baigueri   | ?                  | definitivo |
| C        | Chiara Borgogno   | Reggio Emilia      | definitivo |
| C        | Raffaella Calloni | Giannino Pieralisi | definitivo |
| P        | Qui He            | ?                  | definitivo |
| P        | Elisa Muri        | Robursport Pesaro  | definitivo |
| C        | Iuliana Nucu      | Sassuolo           | definitivo |
| S        | Cristina Pîrv     | -                  | ritirata   |

## Risultati

### Serie A1

#### Girone di andata
| 1ª giornata - 26 novembre 2006 PalaDalLago, Novara                | Asystel     | 3 - 0 | Altamura           | 25-9, 25-16, 25-19         |
| 2ª giornata - 3 dicembre 2006 Palasport Città di Vicenza, Vicenza | Vicenza     | 1 - 3 | Asystel            | 25-15, 11-25, 20-25, 26-28 |
| 3ª giornata - 10 dicembre 2006 PalaGalassi, Forlì                 | Forlì       | 0 - 3 | Asystel            | 12-25, 18-25, 18-25        |
| 4ª giornata - 13 dicembre 2006 PalaDalLago, Novara                | Asystel     | 3 - 0 | River              | 25-23, 25-20, 25-11        |
| 5ª giornata - 30 dicembre 2006 PalaDalLago, Novara                | Asystel     | 3 - 1 | Robursport Pesaro  | 25-17, 25-27, 25-23, 26-24 |
| 6ª giornata - 30 gennaio 2007 PalaNorda, Bergamo                  | Bergamo     | 1 - 3 | Asystel            | 19-25, 18-25, 25-23, 17-25 |
| 7ª giornata - 14 gennaio 2007 PalaDalLago, Novara                 | Asystel     | 3 - 0 | Santeramo          | 25-10, 25-20, 26-24        |
| 8ª giornata - 21 gennaio 2007 PalaMaddalene, Chieri               | Chieri      | 0 - 3 | Asystel            | 24-26, 14-25, 21-25        |
| 9ª giornata - 27 gennaio 2007 PalaDalLago, Novara                 | Asystel     | 3 - 0 | Giannino Pieralisi | 25-16, 25-20, 25-23        |
| 10ª giornata - 4 febbraio 2007 PalaArcella, Padova                | Club Padova | 1 - 3 | Asystel            | 25-21, 16-25, 22-25, 21-25 |
| 11ª giornata - 11 febbraio 2007 PalaDalLago, Novara               | Asystel     | 3 - 0 | Sirio Perugia      | 25-16, 25-20, 25-21        |

#### Girone di ritorno
| 12ª giornata - 18 febbraio 2007 PalaBaldassarra, Altamura        | Altamura           | 3 - 0 | Asystel     | 25-17, 25-18, 26-24               |
| 13ª giornata - 25 febbraio 2007 PalaDalLago, Novara              | Asystel            | 3 - 0 | Vicenza     | 25-22, 25-22, 25-12               |
| 14ª giornata - 10 marzo 2007 PalaDalLago, Novara                 | Asystel            | 3 - 0 | Forlì       | 25-19, 25-18, 25-20               |
| 15ª giornata - 14 marzo 2007 PalaFranzanti, Piacenza             | River              | 1 - 3 | Asystel     | 19-25, 21-25, 25-17, 25-27        |
| 16ª giornata - 24 marzo 2007 PalaDionigi, Sant'Angelo in Lizzola | Robursport Pesaro  | 3 - 2 | Asystel     | 25-27, 25-21, 27-25, 23-25, 15-11 |
| 17ª giornata - 7 aprile 2007 PalaDalLago, Novara                 | Asystel            | 3 - 1 | Bergamo     | 14-25, 25-18, 25-21, 25-23        |
| 18ª giornata - 14 aprile 2007 PalaCooper, Santeramo in Colle     | Santeramo          | 2 - 3 | Asystel     | 25-19, 25-21, 20-25, 21-25, 10-15 |
| 19ª giornata - 22 aprile 2007 PalaDalLago, Novara                | Asystel            | 3 - 0 | Chieri      | 25-16, 25-22, 25-20               |
| 20ª giornata - 25 aprile 2007 PalaTriccoli, Jesi                 | Giannino Pieralisi | 3 - 0 | Asystel     | 25-20, 25-23, 25-17               |
| 21ª giornata - 29 aprile 2007 PalaDalLago, Novara                | Asystel            | 3 - 0 | Club Padova | 25-9, 26-24, 25-18                |
| 22ª giornata - 6 maggio 2007 PalaEvangelisti, Perugia            | Sirio Perugia      | 3 - 0 | Asystel     | 25-13, 25-13, 25-18               |

#### Play-off scudetto
| Quarti di finale (gara 1) - 9 maggio 2007 PalaDalLago, Novara  | Asystel       | 3 - 0 | Club Padova   | 25-18, 25-18, 25-18               |
| Quarti di finale (gara 2) - 13 maggio 2007 PalaArcella, Padova | Club Padova   | 3 - 2 | Asystel       | 25-23, 26-24, 22-25, 20-25, 16-14 |
| Quarti di finale (gara 3) - 16 maggio 2007 PalaDalLago, Novara | Asystel       | 3 - 0 | Club Padova   | 25-20, 25-21, 25-19               |
| Semifinali (gara 1) - 20 maggio 2007 PalaDalLago, Novara       | Asystel       | 1 - 3 | Sirio Perugia | 25-21, 18-25, 14-25, 21-25        |
| Semifinali (gara 2) - 23 maggio 2007 PalaEvangelisti, Perugia  | Sirio Perugia | 3 - 1 | Asystel       | 22-25, 25-21, 25-17, 25-19        |
| Semifinali (gara 3) - 27 maggio 2007 PalaDalLago, Novara       | Asystel       | 3 - 0 | Sirio Perugia | 25-18, 25-19, 25-22               |
| Semifinali (gara 4) - 30 maggio 2007 PalaEvangelisti, Perugia  | Sirio Perugia | 3 - 1 | Asystel       | 20-25, 25-23, 25-19, 25-20        |

### Coppa Italia

#### Fase a gironi
| 1ª giornata - 1º ottobre 2006 PalaDalLago, Novara     | Asystel | 3 - 1 | River   | 25-13, 24-26, 25-23, 25-22       |
| 2ª giornata - 8 ottobre 2006 PalaMaddalene, Chieri    | Chieri  | 1 - 3 | Asystel | 18-25, 24-26, 25-22, 20-25       |
| 3ª giornata - 15 ottobre 2006 PalaDalLago, Novara     | Asystel | 2 - 3 | Bergamo | 25-21, 21-25, 26-24, 18-25, 7-15 |
| 4ª giornata - 21 ottobre 2006 PalaNorda, Bergamo      | Bergamo | 3 - 1 | Asystel | 25-16, 25-19, 21-25, 25-20       |
| 5ª giornata - 29 ottobre 2006 PalaFranzanti, Piacenza | River   | 0 - 3 | Asystel | 20-25, 17-25, 19-25              |
| 6ª giornata - 5 novembre 2006 PalaDalLago, Novara     | Asystel | 3 - 0 | Chieri  | 25-17, 25-18, 25-16              |

#### Fase a eliminazione diretta
| Quarti di finale (andata) - 21 febbraio 2007 PalaArcella, Padova | Club Padova | 0 - 3 | Asystel       | 22-25, 20-25, 22-25               |
| Quarti di finale (ritorno) - 7 marzo 2007 PalaDalLago, Novara    | Asystel     | 2 - 3 | Club Padova   | 25-21, 23-25, 25-20, 24-26, 10-15 |
| Semifinali - 31 marzo 2007 PalaConsiang, Prato                   | Asystel     | 2 - 3 | Sirio Perugia | 25-23, 25-16, 19-25, 20-25, 7-15  |

### Supercoppa italiana

#### Fase a eliminazione diretta
| Semifinali - 22 dicembre 2006 Palazzetto dello Sport, Monterotondo | Sirio Perugia | 0 - 3 | Asystel           | 12-25, 21-25, 43-45 |
| Finale - 23 dicembre 2006 Palazzetto dello Sport, Monterotondo     | Asystel       | 0 - 3 | Robursport Pesaro | 19-25, 23-25, 22-25 |

### Coppa di Lega

#### Fase a eliminazione diretta
| Terza fase (andata) - 7 giugno 2007 PalaRuggi, Imola                  | Vicenza           | 0 - 3 | Asystel           | 26-28, 23-25, 18-25        |
| Terza fase (ritorno) - 10 giugno 2007 PalaDalLago, Novara             | Asystel           | 3 - 0 | Vicenza           | 25-23, 25-19, 25-19        |
| Finale (andata) - 12 giugno 2007 PalaDalLago, Novara                  | Asystel           | 3 - 0 | Robursport Pesaro | 30-28, 26-24, 25-20        |
| Finale (ritorno) - 16 giugno 2007 PalaDionigi, Sant'Angelo in Lizzola | Robursport Pesaro | 1 - 3 | Asystel           | 19-25, 21-25, 25-21, 17-25 |

### Top Teams Cup

#### Fase a gironi
| 1ª giornata - 15 dicembre 2006 Pavilhão Desportivo da Escola, Trofa | Asystel | 3 - 0 | Minčanka     | 25-17, 25-14, 25-15        |
| 2ª giornata - 16 dicembre 2006 Pavilhão Desportivo da Escola, Trofa | Trofa   | 3 - 1 | Asystel      | 23-25, 25-18, 25-14, 25-20 |
| 3ª giornata - 17 dicembre 2006 Pavilhão Desportivo da Escola, Trofa | Asystel | 3 - 0 | Newbridge VC | 25-3, 25-9, 25-5           |

### Coppa CEV

#### Fase a gironi
| 1ª giornata - 5 gennaio 2007 Sporthal Bourgoyen, Gand | Asystel         | 3 - 1 | Branik  | 23-25, 25-18, 25-23, 25-22 |
| 2ª giornata - 6 gennaio 2007 Sporthal Bourgoyen, Gand | Jedinstvo Brčko | 0 - 3 | Asystel | 23-25, 12-25, 9-25         |
| 3ª giornata - 7 gennaio 2007 Sporthal Bourgoyen, Gand | VDK Gent        | 1 - 3 | Asystel | 19-25, 18-25, 25-23, 20-25 |

#### Fase a eliminazione diretta
| Ottavi di finale (andata) - 16 gennaio 2007 PalaDalLago, Novara             | Asystel        | 3 - 0 | Kanti   | 25-19, 25-17, 31-29               |
| Ottavi di finale (ritorno) - 24 gennaio 2007 Schweizersbildhalle, Sciaffusa | Kanti          | 0 - 3 | Asystel | 19-25, 17-25, 12-25               |
| Quarti di finale (andata) - 7 febbraio 2007 PalaDalLago, Novara             | Asystel        | 3 - 0 | PTPS    | 25-12, 25-20, 25-13               |
| Quarti di finale (ritorno) - 14 febbraio 2007 MOSiR, Piła                   | PTPS           | 2 - 3 | Asystel | 25-14, 17-25, 22-25, 25-19, 8-15  |
| Semifinali - 17 marzo 2007 PalaEvangelisti, Perugia                         | Sirio Perugia  | 3 - 2 | Asystel | 25-14, 21-25, 25-18, 23-25, 15-13 |
| Finale 3º posto - 18 marzo 2007 PalaEvangelisti, Perugia                    | Diego Porcelos | 1 - 3 | Asystel | 14-25, 21-25, 25-23, 24-26        |

## Statistiche

### Statistiche di squadra
| Competizione        | Punti | In casa | In casa | In casa | In trasferta | In trasferta | In trasferta | Totale | Totale | Totale |
| Competizione        | Punti | G       | V       | P       | G            | V            | P            | G      | V      | P      |
| ------------------- | ----- | ------- | ------- | ------- | ------------ | ------------ | ------------ | ------ | ------ | ------ |
| Serie A1            | 54    | 15      | 14      | 1       | 14           | 7            | 7            | 29     | 21     | 8      |
| Coppa Italia        | 13    | 4       | 2       | 2       | 4            | 3            | 1            | 9      | 5      | 4      |
| Supercoppa italiana | -     | -       | -       | -       | -            | -            | -            | 2      | 1      | 1      |
| Coppa di Lega       | -     | 2       | 2       | 0       | 2            | 2            | 0            | 4      | 4      | 0      |
| Top Teams Cup       | 5     | -       | -       | -       | -            | -            | -            | 3      | 2      | 1      |
| Coppa CEV           | 6     | 2       | 2       | 0       | 2            | 2            | 0            | 9      | 8      | 1      |
| Totale              | -     | 23      | 20      | 3       | 22           | 14           | 8            | 56     | 41     | 15     |

G = partite giocate; V = partite vinte; P = partite perse

### Statistiche dei giocatori
| T. Agüero     | 25 | 384 | 346 | 22 | 16 | 7 | 127 | 114 | 5  | 8 | 2 | 41 | 36 | 2 | 3 | 3 | 51 | 47 | 2  | 2 | Statistiche assenti | Statistiche assenti |
| S. Anzanello  | 28 | 294 | 201 | 86 | 7  | 3 | 30  | 19  | 10 | 1 | 2 | 16 | 14 | 2 | 0 | 4 | 42 | 28 | 13 | 1 | Statistiche assenti | Statistiche assenti |
| M. Ballarini  | 23 | 0   | 0   | 0  | 0  | 9 | 0   | 0   | 0  | 0 | 2 | 0  | 0  | 0 | 0 | 4 | 0  | 0  | 0  | 0 | Statistiche assenti | Statistiche assenti |
| C. Barcellini | 6  | 20  | 16  | 2  | 2  | 7 | 82  | 70  | 9  | 3 | 0 | 0  | 0  | 0 | 0 | 4 | 54 | 45 | 7  | 2 | Statistiche assenti | Statistiche assenti |
| M. Bechis     | 0  | 0   | 0   | 0  | 0  | 0 | 0   | 0   | 0  | 0 | - | -  | -  | - | - | - | -  | -  | -  | - | Statistiche assenti | Statistiche assenti |
| E. Cardani    | 1  | 0   | 0   | 0  | 0  | - | -   | -   | -  | - | - | -  | -  | - | - | - | -  | -  | -  | - | Statistiche assenti | Statistiche assenti |
| P. Cardullo   | 25 | 0   | 0   | 0  | 0  | 3 | 0   | 0   | 0  | 0 | 2 | 0  | 0  | 0 | 0 | 3 | 0  | 0  | 0  | 0 | Statistiche assenti | Statistiche assenti |
| C. Carravieri | 1  | 0   | 0   | 0  | 0  | 5 | 1   | 0   | 0  | 1 | - | -  | -  | - | - | - | -  | -  | -  | - | Statistiche assenti | Statistiche assenti |
| V. Cecioni    | 8  | 18  | 15  | 3  | 0  | 1 | 0   | 0   | 0  | 0 | 2 | 0  | 0  | 0 | 0 | - | -  | -  | -  | - | Statistiche assenti | Statistiche assenti |
| M. Corbellini | 13 | 9   | 3   | 1  | 5  | 8 | 20  | 10  | 5  | 5 | - | -  | -  | - | - | 3 | 2  | 1  | 0  | 1 | Statistiche assenti | Statistiche assenti |
| M. Elli       | 10 | 20  | 15  | 4  | 1  | 5 | 20  | 16  | 3  | 1 | 0 | 0  | 0  | 0 | 0 | 4 | 12 | 7  | 5  | 0 | Statistiche assenti | Statistiche assenti |
| S. Farabbi    | 1  | 0   | 0   | 0  | 0  | 1 | 0   | 0   | 0  | 0 | - | -  | -  | - | - | - | -  | -  | -  | - | Statistiche assenti | Statistiche assenti |
| A. Filipovics | 22 | 24  | 15  | 7  | 2  | 2 | 9   | 4   | 5  | 0 | - | -  | -  | - | - | 3 | 8  | 6  | 2  | 0 | Statistiche assenti | Statistiche assenti |
| F. Fucci      | -  | -   | -   | -  | -  | 3 | 4   | 0   | 3  | 1 | - | -  | -  | - | - | - | -  | -  | -  | - | Statistiche assenti | Statistiche assenti |
| G. Lombardo   | 1  | 2   | 2   | 0  | 0  | 4 | 25  | 19  | 3  | 3 | - | -  | -  | - | - | - | -  | -  | -  | - | Statistiche assenti | Statistiche assenti |
| E. Mainini    | -  | -   | -   | -  | -  | 0 | 0   | 0   | 0  | 0 | - | -  | -  | - | - | - | -  | -  | -  | - | Statistiche assenti | Statistiche assenti |
| B. Mert       | 23 | 52  | 27  | 16 | 9  | 3 | 6   | 3   | 0  | 3 | 2 | 5  | 4  | 1 | 0 | 3 | 4  | 2  | 0  | 2 | Statistiche assenti | Statistiche assenti |
| S. Morandi    | 1  | 4   | 1   | 2  | 1  | 4 | 17  | 14  | 2  | 1 | - | -  | -  | - | - | - | -  | -  | -  | - | Statistiche assenti | Statistiche assenti |
| N. Osmokrović | 28 | 374 | 302 | 59 | 13 | 8 | 143 | 130 | 9  | 4 | 2 | 23 | 17 | 5 | 1 | 4 | 55 | 41 | 9  | 5 | Statistiche assenti | Statistiche assenti |
| S. Popović    | 3  | 11  | 9   | 1  | 1  | 1 | 9   | 7   | 1  | 1 | - | -  | -  | - | - | 4 | 2  | 2  | 0  | 0 | Statistiche assenti | Statistiche assenti |
| V. Salvia     | -  | -   | -   | -  | -  | 1 | 0   | 0   | 0  | 0 | - | -  | -  | - | - | - | -  | -  | -  | - | Statistiche assenti | Statistiche assenti |
| K. Skowrońska | 25 | 256 | 175 | 55 | 26 | 3 | 21  | 9   | 11 | 1 | 2 | 20 | 13 | 6 | 1 | 3 | 14 | 11 | 2  | 1 | Statistiche assenti | Statistiche assenti |
| A. Spasojević | 27 | 328 | 276 | 18 | 34 | 3 | 49  | 41  | 3  | 5 | 2 | 22 | 17 | 0 | 5 | 1 | 0  | 0  | 0  | 0 | Statistiche assenti | Statistiche assenti |
| E. Ubezio     | 1  | 0   | 0   | 0  | 0  | 6 | 51  | 34  | 12 | 5 | - | -  | -  | - | - | - | -  | -  | -  | - | Statistiche assenti | Statistiche assenti |

P = presenze; PT = punti totali; AV = attacchi vincenti; MV = muri vincenti; BV = battute vincenti